# شاين أون يو كريزي دياموند
شاين أون يو كريزي دياموند (شعي أيتها الماسة المجنونة)، هي أغنية مكونة من تسعة أجزاء من تأليف فرقة بينك فلويد، كتبها كل من روجر ووترز وديفيد غيلمور وريتشارد رايت. ظهرت في ألبوع الفرقة ويش يو وير هير (أتمنى لو كنت هنا) عام 1975.

## الخلفية
كتبت هذه الأغنية بمثابة تحية وذكرى لعضو الفريق السابق سيد باريت، أدت الفرقة هذه الأغنية لأول مرة في جولتها في فرنسا عام 1974. لكنها لم تسجل حتى عام 1975 في ألبوم ويش يو وير هير. كان من المفترض أن تكون أغنية طويلة منفردة لكنها قسمت إلى قسمين واستخدمت كقصة إطارية للألبوم

## المشاركون
- روجر ووترز – غيتار البيس, المغني الرئيسي، أضيف جيتار كهربائي وقيثارة زجاجية في الجزء الثامن.
- ديفيد غيلمور – جيتار كهربائي - مغنٍ ثانوي
- ريتشارد رايت (موسيقي) – آلة الأورغان
- ديك باري – باريتون ساكسفون
- كارلينا وليامز – أصوات خلفية
- فينيتا فيلدز – أصوات خلفية

## الإصدارات
تميزت هذه الأغنية في الإصدارات التالية:
ألبومات
- ويش يو وير هير (الإصدار الأصلي) – بينك فلويد، 1975
- مجموعة من أفضل أغاني الرقص (نسخة محدّثة) – ، بينك فلويد 1981[2]
- ديليكيت ساوند أوف ثندر (الأجزاء I–V) – بينك فلويد، 1988
- بالص (ألبوم) (الأجزاء I–V and VII) – بينك فلويد، 1995
- إن ذا فليش؟ (الأجزاء I–VIII) – روجر ووترز، 2000
- إيكوز: أفضل أغاني بينك فلويد (نسخة محدّثة) – بينك فلويد، 2001[3]

فيديو\دي في دي
- ديليكيت ساوند أوف ثندر (VHS، الجزء الأول فقط) – بينك فلويد، 1988
- بالص (VHS وDVD, الأجزاء I–V وVII) – بينك فلويد، 1995 (في إتش إس) 2006 (دي في دي)
- إن ذي فليش – Live (DVD، الأجزاء I–VIII) – روجر ووترز 2000
- David Gilmour in Concert (DVD, Parts I–II, IV–V and VI–VII, reprise of Part V) – David Gilmour, 2002
- Remember That Night (DVD and قرص بلو راي, Parts I–II and IV–V) – David Gilmour, 2007
- حيا في غدانسك 3-أقراص, 4-أقراص ونسخ فاخرة (الأجزاء I–II، IV–V) – ديفيد غيلمور، 2008

## وصلات خارجية
- William Ruhlmann review of Shine On You Crazy Diamond
- Hubble Ultra Deep Field video featuring Part 1 of the song
- كلمات الأغنية الكاملة على مترولايركس